# Bou Regreg
Bou Regreg (arabisk: أبو رقراق ) er en flod beliggende i det vestlige Marokko, mellem byerne Rabat og Salé med udløb i Atlanterhavet. Flodmundingen af denne flod kaldes Wadi Sala.
Floden er 240 km lang, med en flodmunding, der går ca. 24 kilometer op ad floden. Dens gennemsnitlige vandmængde er 23 m3/s og kan nå 1500 m3/s i oversvømmelsesperioder. Floden har sit udspring i Mellematlasbjergene i en højde af 1.627 meter over havet, på niveau med Jbel Mtourzgane (provinsen Khemisset ) og Grou (provinsen Khénifra ) og løbere ned til sin udmunding ved Atlanterhavet mellem byerne Rabat mod syd og Salé mod nord.

## Vandkvalitet
Vandkvaliten i Bou Regreg påvirkes af indtrængende saltvand med tidevandet, overdreven udledning af nitrater fra landbruget og kviksølvforurening der menes at stamme fra anvendelsen af visse pesticider inden for afvandingsområdet.

## Historie
Fønikere og karthagerne, der grundlagde flere kolonier i Marokko, boede langs bredderne af Bou Regreg cirka to kilometer fra dens udmunding ved den forhistoriske by Chellah. Dette arkæologiske område indeholder ruinerne af en romersk by kendt som Sala Colonia og benævnt Sala af Ptolemæus. Chellah var en betydelig gammel havneby med rester af en Decumanus Maximus, såvel som et forum, et monumentalt springvand, en triumfbue og andre romerske ruiner.